# Canzoniere di Terra d'Otranto
Il Canzoniere di Terra d'Otranto è stato un gruppo di musica popolare originario del Salento, impegnato nella riproposta di brani musicali della tradizione salentina.

## Storia del gruppo
Il Canzoniere di Terra D'Otranto nacque alla fine degli anni ottanta dall'iniziativa di Franco Tommasi, Roberto Raheli e Pier Luigi Lopalco. Nell'estate del 1990 i tre musicisti si rivolsero per avere consigli e spunti all'esperienza di Luigi Chiriatti, etnomusicologo in precedenza attivo nel campo musicale e che ben presto sarebbe entrato a far parte della formazione.
Il gruppo, il cui repertorio comprendeva canti di lavoro, canzoni d'amore in dialetto e in grico, canti di protesta e pizziche, entrò in attività negli anni novanta, dando vita a una nuova ondata revival della musica popolare salentina in un momento di relativa stasi del movimento, che aveva vissuto il suo momento migliore alla fine degli anni settanta, grazie soprattutto all'attività del Canzoniere Grecanico Salentino. Il fatto che tale gruppo si fosse in larga misura allontanato dalla musica tradizionale negli anni ottanta e la presenza nella formazione appena costituita di Luigi Chiriatti, uno dei membri del Canzoniere Grecanico Salentino, furono alla base della stretta somiglianza tra i due nomi.
Il gruppo esordì nel novembre del 1991 presso il Circolo Ghetonìa di Calimera e tenne il suo ultimo concerto nel settembre del 1996. Nei cinque anni di attività suonò in un centinaio di concerti nel Salento e in Italia.
Nel 1994 il gruppo produsse il CD Bassa Musica, che è stato definito "un lavoro fondamentale per la storia del movimento salentino", disco nel quale i musicisti sono affiancati da Raffaella Tommasi nel ruolo di cantante e da Alessandro Girasoli come fisarmonicista. Le incisioni che ripropongono la tradizione popolare salentina, pubblicate fino a quel momento, erano state il disco su vinile Canti di Terra d'Otranto e della Grecia Salentina del Canzoniere Grecanico Salentino e due audio cassette (due altre edizioni in vinile riguardavano registrazioni di portatori sul campo). Di conseguenza Bassa Musica fu il primo CD di questo genere e costituì la prima occasione in cui una pizzica fu incisa sul nuovo tipo di supporto.
Nel 1994 il gruppo partecipò sia alla colonna sonora che ad alcune scene del film Pizzicata del regista Edoardo Winspeare, eseguendo tra gli altri il brano della terapia musicale sulla tarantata. Due anni dopo il Canzoniere di Terra D'Otranto si sciolse. Roberto Raheli, Alessandro Girasoli e Luigi Chiriatti diedero vita a una nuova formazione, gli Aramirè.

## Accoglienza della critica
La rivista inglese Folk Roots ha pubblicato una recensione dell'album molto positiva nella quale si sottolinea l'asciuttezza della musica e lo stile dei passaggi del violino.
Recensione lusinghiera anche da parte de Il manifesto che ha scritto: «Questo gruppo storico fa scoprire le versioni originali, le radici di quella cultura di rivolta e insofferenza "interiore" che è stato ed è il tarantismo. Tra canti di lavoro, di protesta e di amore. Un disco bellissimo.»
Nel luglio del 2009 il canale radiofonico francese France Culture, ha trasmesso alcune interviste dedicate al Salento e in particolare alla sua cultura popolare, interpellando un membro del disciolto gruppo e indicando nelle pagine web associate alla trasmissione il disco Bassa Musica come rappresentativo della cultura della regione oggetto della trasmissione.

## Formazioni
Formazione originaria:
- Luigi Chiriatti: tamburello
- Pier Luigi Lopalco: mandolino, concertina
- Roberto Raheli: voce, chitarra, flauti vari
- Franco Tommasi: voce, violino, chitarra

Integrazioni nel 1993:
- Alessandro Girasoli: fisarmonica
- Raffaella Tommasi: voce

## Discografia

### Album
- 1994 - Bassa Musica (autoprodotto)

### Partecipazioni a raccolte
- 2009 - Il volume di Vincenzo Santoro, Il Ritorno della Taranta, Edizioni Squilibri, include un CD che contiene due brani del Canzoniere di Terra D'Otranto registrati durante concerti dal vivo.